# Jean-Luc Seret
Jean-Luc Seret (* 4. September 1951 in Saint-Étienne-du-Rouvray; † 19. März  2024) war ein französischer Schachspieler. Über ein Vierteljahrhundert zählte er zu den besten Spielern seines Landes.

## Leben
Er erlernte das Schachspiel im Alter von elf Jahren von seinem Vater, der ein begeisterter Damespieler war. Im Jahre 1969 spielte er bei der Jugendweltmeisterschaft in Stockholm, die vom späteren Schachweltmeister Anatoli Karpow gewonnen wurde.
Zwischen 1968 und 1995 nahm er 23-mal am Finale der französischen Einzelmeisterschaft (tournoi "National") teil. 1971 teilte er in Mérignac den ersten Platz. Französischer Meister wurde er bei den Turnieren 1980 in Puteaux, 1981 in Vitrolles, 1984 in Alès und 1985 in Clermont-Ferrand.
Er vertrat sein Land bei den Schacholympiaden 1974 in Nizza, 1976 in Haifa, 1980 in Valletta, 1982 in Luzern und 1984 in Thessaloniki. Bei der Mannschaftsweltmeisterschaft 1985 in Luzern erhielt er eine Bronzemedaille für das drittbeste Resultat am fünften Brett.
Vereinsschach spielte er von 1965 bis 1992 in den Rouener Vereinen Cercle Rouennais des Échecs, Dame Blanche de Sotteville-lès-Rouen und Rouen-Échecs, wobei der letztgenannte aus der Vereinigung der beiden erstgenannten entstanden war. 1992 bis 1994 spielte er für Belfort Échecs und 1995 bis 2002 für Bordeaux Échecs. Seit 2002 vertrat er den Verein Club Chevry 2 seines Wohnortes Gif-sur-Yvette, dessen Präsident er auch war. In Deutschland spielte er von 1991 bis 2003 einige Partien pro Jahr für den Schachclub SC Viernheim in der zweiten Bundesliga.
1982 erhielt er den Titel eines Internationalen Meisters. Bei der französischen Mannschaftsmeisterschaft 1992 gelang ihm eine Großmeisternorm.
Serets Elo-Zahl beträgt 2377 (Stand: Juli 2016), seine höchste Elo-Zahl von 2455 erreichte er im Januar 1985.
Seret war auch in der Schachkomposition tätig. Mit Unterstützung des profilierteren Schachkomponisten Jean-Michel Trillon komponierte er eine Studie und ca. 12 Märchenschachaufgaben. Im Jahr 1971 veröffentlichte er eine als Aprilscherz deklarierte Aufgabe, die die Staugaard-Rochade wiederentdeckte. 1975 gewann er in der Mehrzügerkategorie beim Problemturnier der Zeitschrift Thèmes 64 den ersten Preis.
Er war auch ein starker Bridgespieler. Im Backgammon untersuchte er das Auswürfeln und hat zwei Artikel darüber auf der von Kit Woolsey betriebenen Webzeitung GammOnLine veröffentlicht.
Seret war verheiratet und hinterließ vier Kinder. Beruflich war er als Forschungsingenieur bei EDF in Clamart tätig.
Im März 2024 ist Jean-Luc Seret verstorben.